# Amalie Löbbecke
Elisabeth Amalie Juliane Löbbecke, geborene Henneberg (* 20. Dezember 1793 in Braunschweig; † 5. November 1883 in Braunschweig) war eine deutsche Sozialfürsorgerin. Sie gehörte zur Braunschweiger Bankiersfamilie Löbbecke und gilt als Begründerin der Wohlfahrtspflege in der Stadt Braunschweig.

## Leben
Amalie Henneberg wurde 1793 in Braunschweig als Tochter des braunschweigisch-fürstlichen Postrats Georg Conrad Albert Henneberg (1750–1820) geboren. Ihre Mutter Amalie („Malchen“), geb. König, war die Stieftochter Gotthold Ephraim Lessings. Amalie Henneberg heiratete 1823 den Kaufmann Friedrich Carl Löbbecke (1783–1847). Die Ehe blieb kinderlos. Amalie Löbbecke fand ihre Aufgabe darin, notleidenden Menschen in der Stadt Braunschweig zu helfen und der Verelendung des „vierten Standes“ entgegenzuwirken.
Im Jahr 1833 gründete Amalie Löbbecke gemeinsam mit dem Arzt David Mansfeld die „Pflegeanstalt für dürftige Kinder“, aus der die noch heute bestehende Mansfeld-Löbbecke-Stiftung von 1833 hervorging. Die Stiftung widmete sich neben sozialen Anliegen auch der Erziehung und Bildung junger Menschen. Löbbecke richtete 1834 am Ziegenmarkt eine Aufbewahrungsanstalt für Kleinkinder ein, um berufstätige Mütter zu unterstützen. Die Einrichtung wurde später an die Leopoldstraße verlegt. Löbbecke begründete 1838 gemeinsam mit ihrer Nichte Luise Löbbecke und anderen Frauen in Braunschweig eine „Speiseanstalt für Bedürftige“ in der Kannengießerstraße, die unter dem Eindruck der Hungerjahre von 1845 bis 1847 wesentlich erweitert wurde. Diese bestand bis zur Gründung der Volksküche 1887. Löbbecke gründete 1851 an der Straße Hinter der Masch das nach ihrem 1847 verstorbenen Ehemann benannte Friedrichstift, eine Erziehungsanstalt für Mädchen evangelischen Glaubens. Das Gebäude wurde im Zweiten Weltkrieg zerstört.
Amalie Löbbecke starb im November 1883 im Alter von 89 Jahren in Braunschweig. Der dortige Amalienplatz und die Amalienstraße wurden nach ihr benannt. In Goslar trägt die Amalie Löbbecke-Schule seit dem Jahr 2008 ihren Namen.